# Adriaan Daniël Fokker

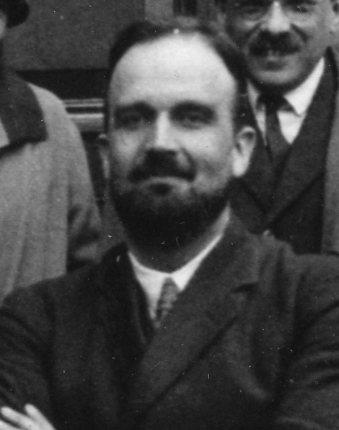
A.D. Fokker

Adriaan Daniël Fokker (* 17. August 1887 in Buitenzorg, Java; † 24. September 1972 in Beekbergen, Niederlande) war ein niederländischer Physiker und Musiker.

## Leben
Fokker studierte Bergbau an der Technischen Universität Delft und Physik an der Universität Leiden bei Hendrik Antoon Lorentz, wo er 1913 promovierte. Er setzte seine Forschungen mit Albert Einstein (Wintersemester 1913/14 in Zürich), Ernest Rutherford und William Henry Bragg fort. In seiner Promotion (über Brownsche Bewegung eines Elektrons im Strahlungsfeld) entdeckte er mit Max Planck zusammen die Fokker-Planck-Gleichung. Später war er Kurator der Teyler Gesellschaft in Haarlem (als Nachfolger von Lorentz) und Professor in Leiden.
Von Fokker stammen Beiträge zur speziellen und allgemeinen Relativitätstheorie, zum Beispiel zur Präzession eines frei fallenden Kreisels im Schwerefeld. Er entwickelte auch wie Karl Schwarzschild und Hugo Tetrode einen Vorläufer der Fernwirkungs-Formulierung der klassischen Elektrodynamik von John Archibald Wheeler und Richard Feynman in den 1940er Jahren (die sich auf diese Autoren bezogen).
1938 ermöglichte er mit Dirk Coster die Flucht von Lise Meitner aus Österreich in die Niederlande.
Er war ein Cousin des berühmten Flugzeugbauers Anthony Fokker.
Ab 1942 befasste Fokker sich überwiegend mit Musik und Musiktheorie. Er wurde dazu angeregt durch die Schriften über Stimmungen und Oktavteilungen von Christiaan Huygens. Er entwarf eigene Klaviaturen und Instrumente für die von ihm bevorzugte Tonskala mit einer Einteilung der Oktave in 31 Töne, für die er unter dem Pseudonym Arie de Klein auch eine Reihe kleinerer Stücke komponierte.
Fokker setzte sich außerdem für die Reinheit der niederländischen Sprache ein.
1949 wurde er Mitglied der Niederländischen Akademie der Wissenschaften (KNAW).

## Werke

### Schriften
- Rekenkundige bespiegeling der muziek. Gorinchem: Noorduijn 1944
- Meaning and mystery of Einstein's theory. Trondheim: Bruns 1963.
- Neue Musik mit 31 Tönen. Düsseldorf: Verlag der Gesellschaft zur Förderung des systematischen Musikwissens e.V. 1966.
  - Englische Ausgabe: New music with 31 notes. Bonn-Bad Godesberg : Verlag für systematische Musikwissenschaften 1975.

### Kompositionen
- Rudolf Rasch (Hrsg.): Selected musical compositions (1948 - 1972). Utrecht : Diapason Pr. [u. a.], 1987. ISBN 90-70907-11-9

### „Fokker-Orgel“
Das bekannteste von Fokker entworfene und bis heute unter seinem Namen bekannte Instrument ist die Pfeifenorgel, die 1950 im Teylers Museum in Haarlem errichtet wurde. Ihr Hauptspieltisch hatte zwei Manuale und Pedal mit 31-töniger Oktavteilung. Für traditionelle Musik gab es einen weiteren Spieltisch mit traditioneller 12-töniger Tastatur, der aber die Auswahl aus den 31 Tönen zum Teil frei zugeordnet werden konnte, um verschiedene Stimmungssysteme darzustellen. Von 1951 bis 1955 fanden regelmäßige Konzerte an der Orgel statt. 2000 wurde sie im Museum abgebaut. Nach einer Restaurierung steht sie seit 2009 im Kleinen Saal des Muziekgebouw aan ’t IJ in Amsterdam und wird dort wieder in Konzerten genutzt.